# Cyrtandra umbraculiflora
Cyrtandra umbraculiflora är en tvåhjärtbladig växtart som först beskrevs av Rock (pro. sp..  Cyrtandra umbraculiflora ingår i släktet Cyrtandra och familjen Gesneriaceae. Inga underarter finns listade i Catalogue of Life.